# くぼもとひろみ
くぼもとひろみ（1974年 - ）は大阪府出身のイラストレーター。

## 人物
1974年生まれ。大阪府出身。
大阪総合デザイン専門学校を卒業。
ファンシー文具メーカー勤務を経て2011年よりフリーイラストレーターとして活動中。
「milkchai」名義でネットショップ販売やハンドメイドイベントに参加。
イラストはコピックと色鉛筆を使ったノスタルジックでかわいらしいイラストを得意とする。
動物や女の子のイラストが主。
料理や映画鑑賞が趣味で特にホラー系を好む。
2015年に子猫3匹を保護し、そのまま家族として迎え現在にいたる。

## 活動歴

### 個展
- 2011年2月　「花と恋文」
- 2012年2月　「カナリアレコード」
- 2012年7月　「7月りぼん」
- 2013年2月　「キラ星」
- 2013年7月　「ひなぎく」
- 2014年2月　「ゆめのシロップ」
- 2015年3月　「ポシェット」
- 2016年3月　「おでかけノート」

その他多数企画展に参加。

### 販売
主に個展やイベントでの販売が多いが、TK-JIANGでスマートフォンケースやモバイルバッテリー、トートバッグが販売されている。(milkchai名義）